# Fábio Fabuloso
Fábio Fabuloso é um documentário brasileiro de 2004 dirigido por Pedro César, Ricardo Bocão e Antônio Ricardo.
Inspirado na literatura de cordel, o criador do roteiro e diretor do filme, Pedro Cezar, criou a fábula do burrinho que carregava no lombo o sujeito que ensinou para o mundo inteiro que Brasil se escreve com "S".

## Sinopse
O filme conta a trajetória do bicampeão brasileiro de surfe Fábio Gouveia.

## Prêmios
- Melhor documentário brasileiro pelo público da 28a Mostra BR de Cinema, realizada em São Paulo.
- Melhor documentário no Festival do Rio de 2004, eleito pelo júri popular.
- Vencedor do I Festival Internacional de Cinema Surf, realizado no Museu da Imagem e do Som em São Paulo.
- Eleito melhor filme nacional no 1º Prêmio Bravo! Prime de Cultura em 2005.